# Тимлюй
Тимлю́й — село в Кабанском районе Бурятии. Входит в Каменское городское поселение.

## География
Расположено на речке Тимлюй (преимущественно на левом берегу), на юго-западной окраине посёлка Каменск.

## История
С самого основания до 70-х годов XX века село писалось через букву "е" - Темлюй. Скорее всего, современное написание через букву "и" связано со строительством Транссибирской магистрали, с Тимлюйским разъездом, а затем и станцией.
Основано во второй половине XVII века, после основания Селенгинского острога. Земля на реке Тимлюй была пожалована за службу селенгинскому казаку Ивану Яковлевичу Черных. Вторым владельцем участка стал его брат, отставной селенгинский казак, Филипп Яковлевич Черных с женой Анной. По старости лет, Черных поступил вкладчиком в Селенгинский Свято-Троицкий монастырь и 26 апреля 1688 года передал свои земли монастырю. На земле была построена заимка из одного двора, мельница с двумя амбарами и погребом, овин и кузница. Монастырь поселил на земле приписных крестьян и со временем Тимлюй стал крупным населённым пунктом по сравнению с соседними однодворками и двухдворками.
С 1764 года монастырские земли передавались в казну. Село Тимлюй перешло в ведение коллегии экономии.
В 1882 году в селе открыта церковно-приходская школа. В период Гражданской войны здесь была организована Тимлюйская партизанская дружина, участвовавшая в боях с семёновцами и колчаковцами. В память об этих событиях в Тимлюе есть памятник и мемориальная доска в доме, в котором состоялось первое совещание дружины, а на месте их перезахоронения в Каменске по инициативе Кожевина В.Е. в 1968г был открыт памятник погибшим красноармейцам. В 1931 году основан колхоз «1-й краевой съезд ВКП(б)», впоследствии имени Сталина, в 1961 году вошёл в состав совхоза «Байкальский».

## Введенская церковь
В поселении была построена часовня  во имя Введения во храм Пресвятые Богородицы. В 1730 году она была отремонтирована. 30 марта 1736 года Иркутская епархия разрешила прирубить к часовне алтарь. 6 октября 1736 года последовало разрешение освятить Введенскую церковь. Был создан Тимлюйский приход, в который вошли соседние деревни: Шадрино, Лоскутова и Яланская. Новую церковь начали строить в 1861 году, освятили 20 ноября 1864 года. Церковь строилась на средства Герасима Николаевича Черных — потомка Филлипа Яковлевича Черных. В 1877 году старая церковь 1736 года постройки ещё была цела. В 30-х годах XX века церковь была разорена большевиками и в 1938 году здание было переоборудовано под сельский клуб. В конце 70-х - начале 80-х годов церковь была разобрана. 

## Население
| 2002 | 2010 |
| ---- | ---- |
| 664  | ↗730 |

## Люди, связанные с селом
- Федотов, Михаил Алексеевич — Герой Советского Союза, танкист, участник Великой Отечественной войны, уроженец села.
- Чувашов, Семён Спиридонович — командир Тимлюйской партизанской дружины в период Гражданской войны.